# Liste bedeutender Seeunfälle 1971–1980
Diese Liste schwerer Seeunfälle 1971–1980 verzeichnet Schiffsunfälle der Seeschifffahrt mit Toten oder hohen Sachschäden.

## Liste
| Datum                 | Name                                     | Tote | Hergang |
| --------------------- | ---------------------------------------- | ---- | --- |
| 11. Januar 1971       | Texaco Caribbean                         | 8    | In der Straße von Dover kollidierten der panamaische Tanker Texaco Caribbean und der peruanische Frachter Paracas. Der Tanker explodierte und brach in zwei Teile. Acht Seeleute fanden bei dem Unglück den Tod. |
| 12. Januar 1971       | Brandenburg                              | 20   | In der Straße von Dover sank der Hamburger Frachter Brandenburg (2.695 BRT) binnen wenigen Minuten, nachdem er mit dem noch nicht gekennzeichneten Wrack des am Vortag explodierten und anschließend gesunkenen Tankers Texaco Caribbean kollidiert war. 20 Besatzungsmitglieder fanden bei dem Untergang den Tod, elf weitere konnten gerettet werden. |
| 24. April 1971        | Angoche-Affäre                           | 24   | Das portugiesische Küstenmotorschiff Angoche kam nicht zur erwarteten Zeit im Zielhafen an und wurde zwei Tage später mit Schlagseite treibend gefunden. Die Besatzung sowie ein Passagier blieben bis heute verschollen. |
| 19. August 1971       | HAM 308                                  | 7    | In den Morgenstunden des 19. August 1971 kollidierte der Hopperbagger HAM 308 in der Jademündung bei guter Sicht und ruhigem Wetter aus ungeklärten Gründen mit dem norwegischen Tanker Polycastle, der teilbeladen mit Öl auf dem Weg von Wilhelmshaven nach Hamburg war. HAM 308 sank sofort, sieben von 30 an Bord befindlichen Personen kamen um. Das Schiff wurde geborgen, repariert und wieder in Betrieb genommen. Es wurde am 25. Februar 1993 in Hongkong durch eine angesaugte 500-lbs-Bombe so schwer beschädigt, dass es zum Totalverlust erklärt und anschließend verschrottet wurde. |
| 28. August 1971       | Heleanna                                 | >25  | Die griechische Fähre Heleanna brannte vor Brindisi aus, nachdem es nicht gelungen war, ein gegen 5:00 Uhr in der Küche entstandenes Feuer zu löschen. Das für 620 Personen zugelassene Schiff war zum Unglückszeitpunkt mit über 1.100 Personen besetzt, so dass nicht genügend Rettungsmittel vorhanden waren. Da sich das Unglück nahe der Küste ereignete, konnten die meisten Passagiere und Besatzungsmitglieder gerettet werden. 25 Personen starben, weitere 16 blieben vermisst. |
| 9. November 1971      | Maori                                    | 28   | Auf der Reise von Tahiti und Nouméa via Panamakanal nach Le Havre sank der mit 9.400 Tonnen beladene französische Frachter Maori im Seegebiet westlich des Golfes von Biskaya unter bis heute ungeklärten Umständen so plötzlich, dass nur ein verstümmelter Notruf abgesetzt werden konnte. Trotz intensiver Suche konnte nur eines der 29 Besatzungsmitglieder gerettet werden. Der Gerettete trug einen Überlebensanzug. |
| Anfang Februar 1972   | V. A. Fogg                               | 35   | Auf der Reise von Freeport (Texas) nach Galveston sank der in Ballast fahrende amerikanische Chemikalientanker V. A. Fogg vermutlich infolge einer Explosion bei der Reinigung der Ladetanks. Alle 35 Besatzungsmitglieder kamen bei dem Untergang ums Leben. |
| 15. Februar 1972      | Caesar                                   | 17   | Im Hamburger Hafen kollidierte querab der Überseebrücke die mit über 40 Personen besetzte Barkasse Caesar mit einer HADAG-Fähre und sank auf der Stelle. 17 Menschen kamen bei dem Untergang ums Leben. |
| 11. Mai 1972          | Royston Grange                           | 82   | Etwa 35 Seemeilen vor Montevideo stießen das britische Kühlschiff Royston Grange (7.113 BRT) und der liberianische Tanker Tien Chee zusammen. Auf dem Tanker brach sofort ein Brand aus, der sich in Windeseile über das Kühlschiff ausbreitete, wobei die Flammen von dem aus den aufgerissenen Gefrierbehältern des Schiffes entweichenden Freon-Gas zusätzlich genährt wurden. Alle 74 Menschen an Bord der Royston Grange sowie acht Crewmitglieder des Tankers kamen in dem Inferno um. Ein Untersuchungsausschuss gab später dem Lotsen des Tankers die Schuld an der Katastrophe: Er hatte das Schiff auf einem zu weit südlich liegenden Kurs gesteuert und so den Weg des Kühlschiffes gekreuzt. Die Royston Grange war das erste britische Schiff seit dem Zweiten Weltkrieg, das mit allen Menschen an Bord in Verlust geriet. |
| 5. August 1972        | Stade                                    | 11   | Im Ärmelkanal vor Cherbourg wurde das Hamburger Küstenmotorschiff Stade vom kolumbianischen Frachter Ciudad de Manizales (12.000 BRT) überrannt, weil die Brückenbesatzung des ausweichpflichtigen kolumbianischen Frachters nicht reagierte. Von der 13-köpfigen Besatzung der Stade fanden elf Besatzungsmitglieder bei dem Unglück den Tod. |
| 16. Januar 1973       | Mont Laurier                             | 6    | Während eines Orkans zerbrach etwa 200 Seemeilen nordwestlich der Azoreninsel Corvo auf dem französischen Frachter Mont Laurier (4.249 BRT) das Schott zwischen Laderaum und Maschinenraum. Ein großer Teil der aus hochgradig feuergefährlichen Harzen bestehenden Ladung stürzte in den Maschinenraum, entzündete sich explosionsartig und zwang die Mannschaft, das Schiff aufzugeben. In einer 19-stündigen Rettungsaktion wurden 16 Besatzungsmitglieder durch herbeieilende Schiffe gerettet, sechs fanden den Tod. |
| 1. März 1973          | Julius Pickenpack                        | 5    | Auf dem Hamburger Trawler Julius Pickenpack (1.564 BRT) brach aus ungeklärter Ursache während reparaturbedingter Liegezeit in einem Dock der kanadischen Hafenstadt Dartmouth ein Großbrand aus, dem fünf der 52 Besatzungsmitglieder zum Opfer fielen. |
| 22. März 1973         | Norse Variant                            | 29   | Auf der Reise von Newport News (Virginia) nach Glasgow sank der mit Kohle beladene norwegische Frachter Norse Variant (13.194 BRZ) in schwerem Sturm vor der Küste New Jerseys. Ein Notruf wurde zuvor abgesetzt. Nur eines der insgesamt 30 Besatzungsmitglieder konnte nach drei Tagen auf See von dem Frachtschiff Mobile Lube gerettet werden. |
| 22. März 1973         | Anita                                    | 32   | Im selben Sturm wie die Norse Variant sank etwa 180 Seemeilen nordöstlich Cape Henry der norwegische Massengutfrachter Anita (12.946 BRZ). Der mit Kohle beladene Frachter, auf dem Weg von Newport News nach Hamburg, geriet mit der gesamten Besatzung von 32 Personen in Verlust und gilt als verschollen. |
| 14. Juni 1973         | K-56                                     | 27   | Kollision des sowjetischen U-Boots K-56 der Echo-II-Klasse mit dem sowjetischen Aufklärungsschiff Akademik Berg (russ.: Академика Берга) nahe Kap Verde im Atlantik, dabei starben 27 Mann an Bord durch eine Chlorgasvergiftung. |
| 5./6. November 1973   | Theodore A. S.                           | 28   | Das Schiff befand sich auf einer Reise von Narvik nach Gijón mit 21.139 Tonnen Eisenerz und sank vermutlich am 5. oder 6. November 1973 während eines Schlechtwetters mit der kompletten 28-köpfigen Besatzung in der Nordsee. |
| 17. November 1973     | Cap San Antonio                          | 6    | Auf dem Hamburger Frachter Cap San Antonio (10.000 BRT) brach nachts im Ärmelkanal 12 Seemeilen südlich Hastings bei stürmischer See ein Großbrand aus, durch den sechs Besatzungsmitglieder den Tod fanden. |
| 6. Dezember 1973      | Antje Jansen                             | 7    | Während eines Orkans sank das Hamburger Motorschiff Antje Jansen (424 BRT) in der deutschen Bucht. Die siebenköpfige Besatzung kam beim Untergang ums Leben. |
| 17. Dezember 1973     | Cape Sable                               | 10   | Auf der Reise von Antwerpen nach Algier sank ca. 30 Seemeilen vor A Coruña der zypriotische Frachter Cape Sable so plötzlich, dass nur sechs der 16 Besatzungsmitglieder das über den Bug sinkende Schiff verlassen konnten. Ursache war vermutlich eine verrutschte Stahlladung. |
| 19. Dezember 1973     | Oriental Monarch                         | 40   | Auf der Reise von Portland nach Japan sank etwa 500 Seemeilen nordwestlich von Vancouver der in Liberia registrierte und mit Weizen beladene Frachter Oriental Monarch. Das Schiff hatte einen Notruf abgesetzt, nachdem es in einem Orkan zu einem Wassereinbruch im Maschinenraum gekommen war. Trotz einer sofort eingeleiteten, groß angelegten Rettungsaktion kamen alle 40 Besatzungsmitglieder bei dem Unglück ums Leben. |
| 28. Januar 1974       | Hedwig Lünstedt                          | 8    | Im Englischen Kanal kenterte im Sturm das Lüher Küstenmotorschiff Hedwig Lünstedt (424 BRT) mit einer Ladung von 1.000 t Schiffbaublechen. Unmittelbar vor dem Untergang meldete der Kapitän, er müsse die Ladung kontrollieren. Alle acht Besatzungsmitglieder kamen bei dem Untergang ums Leben, der so plötzlich erfolgte, dass nicht einmal einen Notruf abgesetzt werden konnte. |
| 8./9. Februar 1974    | Lance II                                 | 11   | In der Nacht des 8./9. Februar 1974 strandete in einem schweren Orkan der norwegische Trawler Lance II vor der Küste der Finnmark (Norwegen) und brach unmittelbar danach auseinander. Nur zwei Besatzungsmitglieder konnten gerettet werden, die elf übrigen kamen bei dem Unfall ums Leben. |
| 8./9. Februar 1974    | Gaul                                     | 36   | In der Nacht des 8./9. Februar 1974 kenterte und sank das in Hull stationierte britische Fischereifabrikschiff Gaul in der Barentssee in einem schweren Sturm. Dabei starb die gesamte 36 Mann starke Crew. Zunächst galt das Schiff als verschollen; erst drei Monate später, im Mai 1974, fand man eine Rettungsinsel, was den Verlust zumindest teilweise bestätigte. Erst 1997 entdeckte eine britisch-norwegische Bergungsfirma das Wrack vor der nordnorwegischen Küste. Die zunächst rätselhaften Umstände des Untergangs gaben zu z. T. wilden Spekulationen Anlass. |
| 14. Juli 1974         | Cavtat                                   | ?    | Der jugoslawische Frachter Cavtat versank unweit der apulischen Küste bei Otranto mit 909 Fässern mit hochgiftigen Stoffen, insbesondere Bleitetraätyl, in der Adria. Jahrelang wurde die Möglichkeit des Freiwerdens dieser Ladung als gefährliches Umweltrisiko und ihre Bergung als technisch sehr schwieriges Problem in den Medien diskutiert. 1978 konnten die Fässer schließlich durch Taucher geborgen werden. |
| 9. August 1974        | Metula                                   |      | In der Magellanstraße geriet der niederländische Tanker Metula auf Grund. Das Schiff verlor 53.000 Tonnen Rohöl, die auf die Ufer Feuerlands zutrieben. Es starben in der Folge nach Schätzungen etwa 40.000 Tiere, hauptsächlich Pinguine und Kormorane. |
| 30. August 1974       | Otwaschny                                | 24   | Kurz nach dem Auslaufen aus dem Hafen Sewastopol brach auf dem sowjetischen Lenkwaffenzerstörer Otwaschny der Kaschin-Klasse ein Brand aus, der zu einer heftigen Explosion führte. Nach einer weiteren Explosion sank der Zerstörer. Bei dem Unglück kamen insgesamt 24 Besatzungsmitglieder ums Leben. |
| 10. November 1975     | Edmund Fitzgerald                        | 29   | In einem schweren Sturm auf dem Oberen See sank das amerikanische Frachtschiff Edmund Fitzgerald unter bis heute ungeklärten Umständen mit allen 29 Menschen an Bord. |
| 22. November 1975     | Belknap                                  | 8    | Während eines Manövers vor Sizilien kollidierte in der Nacht und während eines Sturms der amerikanische Lenkwaffenkreuzer Belknap mit dem amerikanischen Flugzeugträger John F. Kennedy. Der Kreuzer geriet mit seinen Deckaufbauten unter das überstehende Flugdeck des Trägers und wurde schwer beschädigt. Durch die Reibungshitze kam es auf dem Kreuzer zudem zu einem Brand, der die kompletten Deckaufbauten zerstörte, da diese aus einer Aluminiumlegierung bestanden, deren Magnesiumanteil das Feuer zusätzlich anfachte. Bei dem Unfall starben insgesamt acht Seeleute, sieben an Bord des Kreuzers und einer an Bord des Trägers. Nach diesem Vorfall entschloss sich die amerikanische Marine dazu, zukünftig alle Deckaufbauten wieder aus brandfesterem Stahl bauen zu lassen. |
| 30. Dezember 1975     | Berge Istra                              | 30   | Der von Brasilien nach Japan laufende und mit Öl und Eisenerz beladene norwegische Schüttgutfrachter Berge Istra (227.550 BRT) sank in der Philippinensee nach einer verheerenden Explosion im Inneren. Von den 32 Personen an Bord fanden dabei 30 den Tod. Eine ab dem 7. Januar 1976 eingeleitete Suchoperation nach dem Schiff blieb zunächst erfolglos. Erst am 20. Januar 1976 wurden zwei Überlebende von japanischen Fischern gerettet. Ihre Aussagen halfen später, die Katastrophe zu rekonstruieren. Demnach wurde das riesige Schiff von einer gewaltigen Explosion mittschiffs auseinandergerissen und sank innerhalb weniger Minuten. Vermutlich, so stellte es eine Untersuchung später fest, wurde das Unglück von einer Explosion in einem Öltank verursacht. Interessant ist auch, dass das Schwesterschiff der Berge Istra, der große Mehrzwecktransporter Berge Vanga, im Jahre 1979 im Südatlantik unter ähnlich mysteriösen Bedingungen verloren ging. |
| 3. Januar 1976        | Capella                                  | 11   | Auf der Reise von England nach Schweden fiel im Orkan im Seegebiet vor Schiermonnikoog die Ruderanlage des zur 840er-Serie gehörenden Rostocker Kümos Capella (Rufzeichen DAVP) aus und es kam zu Wassereinbrüchen. Nach provisorischer Reparatur lehnte die Schiffsleitung im Glauben, Borkum noch erreichen zu können, eine Abbergung der Besatzung durch das niederländische Seenotrettungsboot Carlot ab. Im Hubertgat geriet das Schiff bei Windgeschwindigkeiten um 150 km/h in äußerst schwere Grundseen, die zum Untergang führten. Sofort eingeleitete Rettungsaktionen wurden durch einbrechende Dunkelheit und schwerstes Wetter massiv behindert. Von der Besatzung konnte niemand gerettet werden. |
| 9. Januar 1976        | Anders Maersk                            | 27   | An Bord des am Ausrüstungskai einer Werft in Hamburg liegenden und fast fertigen Containerschiff-Neubaus Anders Maersk in Hamburg kam es wenige Tage vor der ersten Probefahrt zu einer Explosion des Dampfkessels. 15 Werftarbeiter wurden durch den ausströmenden Dampf tödlich verbrüht, weitere zwölf starben anschließend an ihren Verletzungen. |
| 15. April 1976        | Ocean Express                            | 13   | Im Golf von Mexiko kenterte bei schlechtem Wetter die im Schlepp befindliche Bohrinsel Ocean Express. Die Mannschaft konnte sich vorerst erfolgreich in zwei Rettungskapseln retten. Eine Person wurde mit einem Hubschrauber geborgen. Die 14 Insassen der einen Rettungskapsel wurden bei schwerer See von der Nicole Martin aufgenommen. Bei der zweiten Rettungskapsel misslang das Festmachen an der Gulf Viking und die Kapsel drehte sich auf den Kopf. Sieben der Insassen konnten sich nach draußen retten und überlebten. Die 13 verbliebenen fanden in der halb gefluteten kopfüber treibenden Kapsel den Tod. Der Untersuchungsbericht der US-Küstenwache führt eine lange Liste von Verfehlungen und Verbesserungsvorschlägen für die gesamte Schleppaktion, die Wettervorhersage und auch für die Rettungskapseln an. |
| 14. Oktober 1976      | Fittleton                                | 12   | Während eines NATO-Manövers vor der niederländischen Küste kollidierte das britische Minensuchboot Fittleton mit der britischen Fregatte Meermaid und sank. Nur fünf Besatzungsmitglieder konnten trotz sofortiger Hilfe gerettet werden, die übrigen zwölf kamen bei dem Unglück ums Leben. |
| 14. Oktober 1976      | Böhlen                                   | 26   | Aufgrund eines Navigationsfehlers geriet das Schiff in die Chaussée de Sein, ein klippenreiches Gebiet im Westen der französischen Insel Île de Sein, und schlug leck. Die Schiffsoffiziere schätzten die Lage nach der Grundberührung falsch ein und ließen Kurs auf hohe See nehmen, wo zu dieser Zeit gerade Sturm herrschte. Erst nach über 11 Stunden wurde eine Seenotmeldung abgesetzt. Gegen 17:00 Uhr sank der Tanker vor der Crozon-Halbinsel. Beim Untergang starben 24 Besatzungsmitglieder und zwei mitreisende Ehefrauen. Nach dem Untergang des Motorschiffs Capella am 3. Januar 1976 war dies das zweite schwere Schiffsunglück der in Rostock ansässigen DSR binnen eines Jahres. |
| 15. Oktober 1976      | Antje Oltmann                            | 6    | Westlich von Hoek van Holland kenterte das Hamburger Küstenmotorschiff (Kümo) Antje Oltmann (999 BRT), nachdem in einem Orkan die angesichts des schweren Wetters schlecht gesicherte Maisladung übergekommen war. Der Kapitän sowie zwei Besatzungsmitglieder konnten gerettet werden, sechs fanden den Tod. |
| 11. Januar 1977       | Burgenstein                              | 4    | Beim Löschen der Ladung kam es an der Bremerhavener Columbuskaje auf dem Frachter Burgenstein zu einer schweren Explosion mit anschließendem Großbrand, bei dem vier Besatzungsmitglieder des Frachters getötet wurden. Unglücksursache war aus Fässern ausgetretenes Natriumperoxid, das mit Feuchtigkeit in Berührung kam. Ebenfalls an Bord befindliches Natriumcyanid führte zur Auslösung von Giftgasalarm für das gesamte Hafen- und Stadtgebiet Bremerhavens. |
| 12. Januar 1978       | Anna Graebe                              | 8    | Auf der Reise von Hamburg nach London sank das mit 1.000 t Harnstoff (Urea) als Massengut beladene Hamburger Motorschiff Anna Graebe (486 BRT) während eines Orkans. Alle Besatzungsmitglieder kamen bei dem Untergang ums Leben. Unglücksursache war vermutlich das Überkommen der Ladung, was das geringfügig überladene Schiff zum Kentern brachte. |
| 16. März 1978         | Amoco Cadiz                              |      | Der Tanker Amoco Cadiz havarierte vor der Bretagne. Das Tankschiff, unterwegs nach Rotterdam, war in sehr schlechtem technischem Zustand und fuhr unter liberianischer Flagge. Ein gigantischer Ölteppich verseuchte das Meer und die Flora und Fauna in dem betreffenden Küstenabschnitt. |
| 12./13. Dezember 1978 | München                                  | 28   | Nach tagelangem Orkan setzte das Lighter Aboard Ship München nördlich der Azoren mehrere SOS-Rufe ab, die eine der größten internationalen Rettungsaktionen auslösten. Das Schiff blieb samt Besatzung (28 Personen) verschollen, gefunden wurden nur Trümmer. |
| 26. Dezember 1978     | Omonia                                   | 6    | In der Straße von Messina kollidierten der britische Tanker Almak und der zypriotische Frachter Omonia. Während die Almak ihre Reise aus eigener Kraft fortsetzen konnte, sank das zypriotische Schiff zusammen mit sechs Besatzungsmitgliedern. |
| 26. Dezember 1978     | Tenorga                                  | 21   | Während eines Sturmes kenterte der zypriotische Frachter Tenorga in der bei Weststurmlagen als sehr gefährlich geltenden Hafeneinfahrt von Porto. Die Schiffsführung hatte den dringenden Rat der portugiesischen Behörden abgelehnt, auf Grund der Wetterlage statt Porto den Hafen von Vigo anzulaufen. Nur drei der 24 Besatzungsmitglieder überlebten das Unglück. |
| 8. Januar 1979        | Betelgeuse                               | 50   | Bei der Entladung des französischen Tankers Betelgeuse kam es zu während der Entladearbeiten am Entladeterminal auf Whiddy Island in Südwest-Irland nachts zu einer schweren Explosion und einen anschließenden Großbrand, bei dem der Supertanker auseinanderbrach und sank. 50 Personen, darunter alle 42 zum Explosionszeitpunkt auf dem Schiff befindlichen Besatzungsmitglieder sowie alle sieben auf dem Endladeterminal anwesenden Beschäftigten, kamen bei dem Unglück ums Leben. Die Untersuchung des Unglücks deckte schwere Mängel beim Unterhaltungszustand des Supertankers auf. Auslöser des Brandes waren aneinanderreibende Stahlplatten der Außenhaut des Tankers. |
| 4. Februar 1979       | Metrostroy                               | 39   | Etwa 55 Seemeilen östlich von Vardø sank während eines Schneesturms der sowjetische Trawler Metrostroy, der sich auf der Rückfahrt von einer Fangreise zum Heimathafen Murmansk befand. Alle 39 Besatzungsmitglieder kamen bei dem Unglück ums Leben, zwei von ihnen wurden später erfroren in einer Rettungsinsel gefunden. |
| 19. Juli 1979         | Atlantic Empress und Aegean Captain      | 29   | Im Atlantik stießen vor der Insel Tobago die Öltanker Atlantic Empress (unter griechischer Flagge fahrend) und Aegean Captain (unter liberianischer Flagge) zusammen. Von ihrer Fracht von insgesamt etwa 470.000 t Rohöl liefen etwa 287.000 t aus und verursachten eine Ölpest. Bei der Kollision, die auch einen Brand auslöste, starben 29 Seeleute. |
| 13.–14. August 1979   | Katastrophe bei der Fastnet-Regatta 1979 | 21   | In der Keltischen See gerieten von den 303 gestarteten Yachten viele in Seenot. Mindestens 75 Yachten kenterten durch, 24 wurden aufgegeben und 5 sanken. 15 Segler und 5 Retter starben. Diese Regatta gilt als größte Katastrophe des Yachtsports. |
| 31. Oktober 1979      | Burmah Agate                             | 32   | Beim Auslaufen aus dem Hafen von Galveston kollidierte der griechische Frachter Mimosa (8.782 BRT) auf Grund eines Navigationsfehlers mit dem einlaufenden liberianischen Tanker Burmah Agate (32.285 BRT). Durch die Kollision gerieten beide Schiffe sofort in Brand. Nur zwei Besatzungsmitglieder der Burmah Agate konnten gerettet werden, die übrigen verbrannten beim explosionsartigen Brandausbruch, so dass die Maschinen des Tankers noch stundenlang weiter liefen und der Tanker im Kreis fuhr. Ein großer Teil der 60.000 Tonnen umfassenden Ölladung des liberianischen Tankers floss ins Meer. |
| 15. November 1979     | Independența                             | 43   | Vor dem Bosporus stießen der rumänische Supertanker Independența (164.000 BRT) und der griechische Frachter Evriali zusammen. Der knapp 300 Meter lange Tanker geriet sofort in Brand und strandete nahe Haydarpaşa. In dem Inferno kamen 43 Angehörige der Tankercrew ums Leben. Nur drei Mann überlebten und konnten sich ans Ufer retten. Schätzungsweise 90.000 Tonnen Öl strömten ins Meer und richteten verheerende Umweltschäden an. |
| Ende November 1979    | Berge Vanga                              | 40   | Im Südatlantik, auf dem Weg von Brasilien nach Japan, verschwand der norwegische Schüttguttransporter und Tanker Berge Vanga (227.912 BRT). Das mit Eisenerz und Öl beladene Riesenschiff sank vermutlich Ende November 1979 im Südatlantik. Allerdings blieben der Verlustort und die Ursache des Untergangs unbekannt. Mit dem Schiff ging die gesamte 40 Mann starke Crew unter. Es wurde später darüber spekuliert, dass es infolge einer statischen Aufladung in den Erzlagern zu einer Explosion in einem der Öltanks gekommen sein könnte. Nach der Tragödie wurden Schiffe, die gleichzeitig Betriebsstoffe und Eisenerz transportieren können, nicht mehr gebaut. Genauere Untersuchungen zu der Tragödie blieben allerdings unter Verschluss. |
| 25. Dezember 1979     | Lee Wang Zin                             | 30   | Der unter der Flagge Panamas fahrende taiwanische Massengutfrachter Lee Wang Zin überlief im Dixon Entrance im Grenzgebiet zwischen Kanada und Alaska ein Felsriff und kenterte. Die gesamte 30-köpfige Besatzung kam bei dem Unglück ums Leben, mehr als 1.000 Kubikmeter Öl flossen aus dem Wrack und führten zu einer Ölpest. |
| 18. Juni 1980         | B406/6                                   | 18   | Auf der Werft in Danzig kam es auf dem für die Sowjetunion gebauten Fischereifahrzeug (Thunfischfänger) B-406/6 zu einer Explosion. Während der Reinigung und Vorbereitung des Maschinenraums für Malerarbeiten wurde anstelle vom sicheren und für diesen Zweck vorgesehenen Testbenzin (Lackbenzin) Extract Benzin verwendet. Durch Selbstentzündung oder einen Funken der Elektroinstallation explodierte das Gasgemisch. 18 Werftarbeiter fanden in dieser Katastrophe ihren Tod und weitere 10 erlitten schwere Verletzungen. |
| 8. September 1980     | Derbyshire                               | 44   | Ein katastrophaler Wassereinbruch in eine Ladeluke ließ das größte bisher verschollene Schiff binnen kürzester Zeit ohne SOS-Ruf vor Japan in der Okinawa-See mit der gesamten Besatzung sinken. Es liegt in 4.100 Metern Tiefe implodiert in Einzelteile. Das britische Schiff war 295 Meter lang. Dieses Schiffsunglück wurde in der Dokumentation In Seenot: Der Untergang der MV Derbyshire thematisiert. |